# 篠栗男児餓死事件
篠栗男児餓死事件（ささぐりだんじがしじけん）とは、2020年4月18日に福岡県篠栗町で発生し、2021年3月に発覚した餓死事件。

## 概要
2020年4月18日に福岡県篠栗町在住の男児（5歳）が餓死した。死亡当時男児の体重は10キロ程度しかなく、死亡前10日間は水しか与えていなかった。
2021年3月2日に福岡県警捜査一課は男児の母親 A（39歳）と主犯 B（48歳・女）を保護責任者遺棄致死容疑により逮捕。
Bは2020年12月にも詐欺容疑で逮捕されていた。BはAにマインドコントロールを行い、長期間多額の金銭を搾取し、虐待を行い、A家を管理していた。
2022年6月17日、Aに懲役5年の実刑判決が下された。9月21日にはBにより重い懲役15年の実刑判決が下された。Bは判決を不服として控訴したが、2023年3月9日に福岡高等裁判所は一審判決を支持し控訴を棄却した。Bが期限となる同月23日までに上告しなかったため、翌24日に判決が確定した。

## 母親Aと主犯Bの異常な関係
Aは一軒家に住む主婦で、3人の息子がおり、餓死した男児は三男であった。2016年4月にAとBは福岡県内にて子供が同じ幼稚園に通う縁で知り合った。知り合いが少なかったAにBが「ママ友」のグループに誘った。Bはママ友には偽名を名乗り、「虚言癖のクレーマー」としてママ界隈ではかなり有名で、一度見たら忘れられない容姿で化粧もせずに目立っており「34歳」と10歳年齢詐称していた。年上を理由に学校の雑務を押し付けたり、横柄で言葉遣いが悪かった。2018年5月よりBはAに「悪口を言われているよ」と嘘を言い、Aに他のママ友と顔を合わせても挨拶をせずに逃げたりさせるなどによりAと友人を疎遠にさせ、Aに対して「ママ友があなたの悪口を言っている」「あなたの夫が浮気している」「信用しているのは私だけ」と伝えてマインドコントロールを行った。県警はAの元夫の浮気事実はないことを確認している。
2019年5月にAは夫と離婚し、3人の息子と福岡県篠栗町のアパートに転居して10月に生活保護や児童扶養手当を受給し始め、11月にA家は篠栗町と児童相談所協議会の支援対象となった。Bは「浮気調査費用」「裁判費用」と言ってAから多額の金銭を騙し取り、「元夫との裁判で勝つためには質素な暮らしをしないといけない」とAに話して子供たちに過酷な食事制限を指示し、「Aの男児が他の子に砂を投げて訴訟になる」「私が間に入って示談してあげる」「この問題のバックにはヤクザがいて話をまとめてもらう」と次々に架空のトラブルをでっち上げてAを脅し、生活費・生活保護費・児童手当・児童扶養手当などA家に入る毎月の平均25万円と貯金を全て騙し取る形で1,000万円以上を搾取し、Aの口座に振り込まれた現金をATMで引き出させてBが受け取り、BはAの預金通帳を預かるようになった。Bは生活費だけではなく、フリーマーケットアプリや消費者金融にてもAに金銭を工面させた。BはAから搾取した金銭を家族旅行・パチンコなどの遊興費・ブランド品購入に使った。BはA家の食事量を管理し、A家の支出を抑えるためにA家に僅かな食事を運んでいた。Aは知人に1週間毎日数百件の金を無心する電話を掛けていたが、Aの知人によるとAは元々は他人に泣きつく人間ではなかったといい、Aはほんわかした雰囲気で、根が優しくていい人であるが、流されやすい部分があり、詳しくないのに勧められた絵画を買って夫に怒られたこともあったという。Aは「トラブルを解決してくれる友人」としてBを頼り、「監視されていると信じ、食べ物が与えられないのが怖くて言うことを聞いてしまった。その日を生きることで精一杯だった」と供述。
A家は困窮を極め、電気やガスのライフラインまで止められており、ネット回線も止められ、近所のコンビニへ行って無料Wi-Fiに接続していた。BはAから金銭を騙し取り続けて僅かな米・パン・菓子を差し入れるだけであった。A家は米をお粥状にして食べるなどして飢えを凌いでおり、A家はBが時折差し入れる僅かな食料を分け合ったが、三男には10日間水しか与えられないことがあった。Bは「言いつけを守れない子には食事を与えるな。監視カメラ10数台で見張っている」と脅して制限をかけた。Bは事件と無関係のママ友を「ボス」と呼び、「ボスが監視カメラで見張っている。怒らせたらいけないので質素な生活をするように」と嘘を言ってAを従わせた。
2020年3月にA家は家賃滞納により事件現場のマンションに転居し、家賃滞納の強制退居により臨時の引っ越し費用など約230万円の公的扶助を受給。4/18に三男が餓死し、事後払いの葬儀代約20万円を含む50万円以上が公的扶助として支給された。三男の死後もBはAから生活費を搾取し、搾取された生活費には公的扶助の三男の葬儀代約20万円が含まれていた。捜査関係者によるとAが県警による任意聴取後に捜査を気にしたBが証拠隠滅を図るためにAに携帯電話を破壊させ、「警察に元夫の浮気（Bのでっち上げた嘘）については話すな」「三男の葬儀に親族を呼ぶな」とAに指示し、A家の生活困窮理由については「「金銭はA自身がパチンコで使った」と警察に言うように」と指示。前述の通り、県警はAの元夫の浮気事実はないことを確認している。三男の死後にBはAに別の携帯電話で「おはよう」と毎朝Bにメッセージを送るように指示。BはAに「あなたは母親だから逮捕される」と脅し、「毎朝メッセージを送る理由は、Aが警察に逮捕されたかを知るため」とAに説明した。事件後もAから金銭を騙し取っていたBは、2020年9月に篠栗町の月65,000円のオートロック3LDKマンションに夫と子供3人と引っ越した。Bは無職で、夫は定職に就いていたが高収入ではなかったとされている。

### Bによる三男への壮絶な弱体化
弱体化のストレスによる三男の臓器一部委縮が捜査関係者への取材で判明しており、これは日常的に食べ物を与えられないなど強いストレスを受けた子供に確認される特徴とされている。BはAに食事を差し入れている際に兄弟毎に食べさせる量を変えるように指示し、長男には米を茶わんいっぱいにさせ、次男には少し減らさせ、三男には長男の半分にするなどしたり、三男には約10日間何も食べさせられず水しか飲んでいない時もあった。Bは「子供が太っていたら療育費が取れない。監視カメラで見張ってる」「監視カメラでボスが見ているため厳しくしつけないといけない」と言って食事制限を命令し、「留守番練習」として三男を自宅部屋で1人にさせ、無断で外に出たり食べ物を口にしたりすると食事を与えずに押し入れへ監禁する・叩くと言う行為と言うこれらで三男を次々にと弱体化させた。三男は幼稚園にて「昨日はたくさんご飯が食べられたよ」と話し、食べ物の絵を描いたりしていた。三男は2019/11に幼稚園を休み始めた後に退園。三男の死亡前に三男に歩行困難などの異変が起きていたにも関わらずにBは「仮病」「寝れば治る」などとAに言って適切な対応をしていなかった。三男の死亡当日も三男が搬送される数時間前にBは「大丈夫、大丈夫」などとAに言ってAの家を後にしていた。起訴状によると三男死亡後もBによる詐取は続いたが、2020年6月の県警による任意聴取後にAはトラブルが全てBのでっち上げた架空であったことを知った。三男は小学生の兄2人と仲が良く、亡くなる少し前には母親 Aを気遣うような言葉を口にしたこともあった。

### Bによる精神的支配・マインドコントロール
BはAを精神的に支配しており、Aの自宅内に監視カメラを設置して「（AとBの）共通の知人が見張っている」とAに嘘を言い、信じ込ませ、共通の友人への暴力団関与を装った。Bの指示をAが守らなかった場合はAを屋外に長時間立たせたり、睡眠を取らせない体罰を与えた。

### 新興宗教の信者であったB
Bは創価学会の信者であり、Aを勧誘して入信させ、ママ友としての主従関係に信者としての上下関係が加わった。

### 警察と児童相談所の対応
警察は三男の死亡時の体重が平均値の半分の10kgほどしかないなど不審な点があったことにより捜査に着手。児童相談所は2019年9月に幼稚園から「児童の元気がなく体重が減っている」と通報を受けて町などが16回家庭訪問を行なったが、三男に会えたのはたったの5回で、Bが妨害していた。三男死亡1ヶ月前に児童相談所にAの親族から男児を心配する相談があったが、児童相談所は現地確認に行かないなど不正があった。後に記者による取材にて「痩せていなかったかどうか」という質問に対して児童相談所の担当者は「捜査の都合で言えない」と回答。A、B両被告への一審判決後の2022年9月30日、県庁で児童相談所の所長らがAの母親と面会し、この際に所長から「対応が適切ではなかった。謝罪してもしきれない」 との謝罪がなされた。

### Bの半生を知る関係者の発言
Bは篠栗町から約50km離れた福岡県大川市にて5人家族（両親・兄・姉）の中で生まれ育った。近所で知らない人はいないほどの有名な家族で、近隣住民は「あの一家を良く思っている人は少ない」と語っている。Bの両親は近所の従業員30人ほどの木工所で20年就労し、父親は工場長だったが、工場が突然倒産して働き口がなくなって両親は新聞配達の稼ぎだけになり、次第に生活に困窮するようになった上にBの結婚のために結婚費用が掛かった。2001年頃にBの両親が近隣住民と金銭トラブルを起こし、両親が近隣住民に借金を電話で頼み、近隣住民多数から数百万円ほど借りたが、ほとんどの人に返済することなく、Bの母方祖父母を残して一家で夜逃げをした。近隣住民によるとBの母方祖父母時代から「うちは見張られていてる」「盗聴器が仕掛けられているから外すのに金がかかる」という理由でB家が何度も借金を申し込んできたという。当時の関係者によると地元の小中学校に通っていたBはかなり目立った存在で、小学生時から大柄・明るい性格・人気者だったというが、高価な物を買ってもらうことをしきりに周囲に自慢し、注目を浴びてクラスの中で上位になってマウントを取るのが好きだったという。長い物には巻かれる性格で、相手を見て態度を変えており、ある生徒には媚びていたり、ある生徒には「パンを買ってこい」とパシリにしていたこともあった。中学卒業後は中学の同級生があまり進学しない大川市外の高校へ進学し、高校入学と同時に中学の同級生への連絡も途絶えた。Bは高校では素行が荒れてアルバイト禁止にも関わらず飲食店にてアルバイトをしていたが、高校の友人に知られて通告され、それを逆恨みしてその生徒をいじめた。20代になってからは突然地元でスナックのママを始めたが、2年・3年すると急にスナックを辞めて祖父母を残して夜逃げし、音信不通になった。その後にBは大分で結婚して子供を産んだが、借金を作って逃げてすぐに離婚した。Bの元実家周辺でBやBの家族に20万円～30万円を貸したが、返してもらっていないという証言が多数出ており、ある証言者からは300万円の借金が未返済という証言も出ている。2008年に公証役場で作成された証書には、Bが債務者となり、2006年5月～2007年6月に8回借り受けた金銭合計は340万5,000円と記されている。